# Distrito de Quicacha
El distrito de Quicacha es uno de los trece distritos de la Provincia de Caravelí, ubicada en el Departamento de Arequipa, bajo la administración del Gobierno regional de Arequipa, en el sur del Perú.  
Desde el punto de vista jerárquico de la Iglesia católica forma parte de la Prelatura de Caravelí en la Arquidiócesis de Arequipa.

## Historia
El distrito fue creado en los primeros años de la República.

## Autoridades

### Municipales
- 2011-2014[2]
  - Alcalde: Isidoro Mario Sandoval Montoya, del Movimiento Alianza por Arequipa(AxA).
  - Regidores: Carmen Quispe Mendoza de Sermeño (AxA), Jorge Efraín Quispe Garay (AxA), Georgina Zenaida Medina Huayta (AxA), Maira Yerania Tejeda Prado (AxA), Yoly Iris Gutierrez De La Cruz (Fuerza 2011).
- 2007-2010
  - Alcalde: Isidoro Mario Sandoval Montoya.

### Religiosas
- Obispo Prelado: Mons. Juan Carlos Vera Plasencia, MSC.
- Párroco: Pbro. Joselito E. López Osorio  (Parroquia San Jacinto de Chala).[3]

### Policiales
- Comisario: Mayor PNP Adolfo Henry Paucar Rivera

## Festividades
- Cruces de Mayo.
- San Antonio de la Piedra.